# Yanjin, Zhaotong
Yanjin, tidigare stavat Yentsing, är ett härad som lyder under Zhaotongs stad på prefekturnivå i Yunnan-provinsen i sydvästra Kina.